# Charles Butler (1er comte d'Arran)
Pour les articles homonymes, voir Charles Butler et Butler.
Charles Butler, 1er comte d'Arran (de la deuxième création), de jure 3e duc d'Ormonde, né le 4 septembre 1671 (14 septembre dans le calendrier grégorien) et mort le 17 décembre 1758, est un pair irlandais. Son oncle Richard est le 1er comte d'Arran de la première création. Les titres sont recréés pour Charles en 1693. Il est le fils cadet de Thomas Butler, 6e comte d’Ossory et Emilia von Nassau (en). Son grand-père paternel est James Butler, 1er duc d’Ormonde et son frère aîné James Butler, deuxième duc d’Ormonde.

## Les titres
Le 8 mars 1693, il est créé comte d'Arran (de la deuxième création) dans la pairie d'Irlande. L'année suivante, le 23 janvier 1694, il est de plus créé baron Butler, de Weston dans le comté de Huntingdon, dans la pairie d'Angleterre. Il est lord de la chambre de Guillaume III d'Orange-Nassau, lieutenant général de l'armée, colonel de la 3e troupe de gardes à cheval, gouverneur du château de Douvres et maître-général de l'équipement de 1712 à 1714.
Son frère aîné est déchu en 1715 pour avoir pris part à la rébellion jacobite de 1715, et tous ses titres sont présumés perdus. Cependant, il est décidé par la suite que le décret, promulgué par le Parlement de Grande-Bretagne, s’appliquait uniquement à ses titres britanniques (c’est-à-dire ceux des pairs de l’Angleterre et de l’Écosse) et non à ses titres irlandais. Lord Arran est donc légalement devenu le 3e duc d'Ormonde à la mort de son frère le 5 novembre 1745, dans la pairie d'Irlande. À ce titre, il est le quatrième et dernier membre de la branche Kilcash de la famille à avoir porté les titres.
Plus tôt, le 2 janvier 1722, il est créé duc d'Arran dans la pairie jacobite d'Angleterre par le vieux prétendant (« roi Jacques III »).

## Mariage

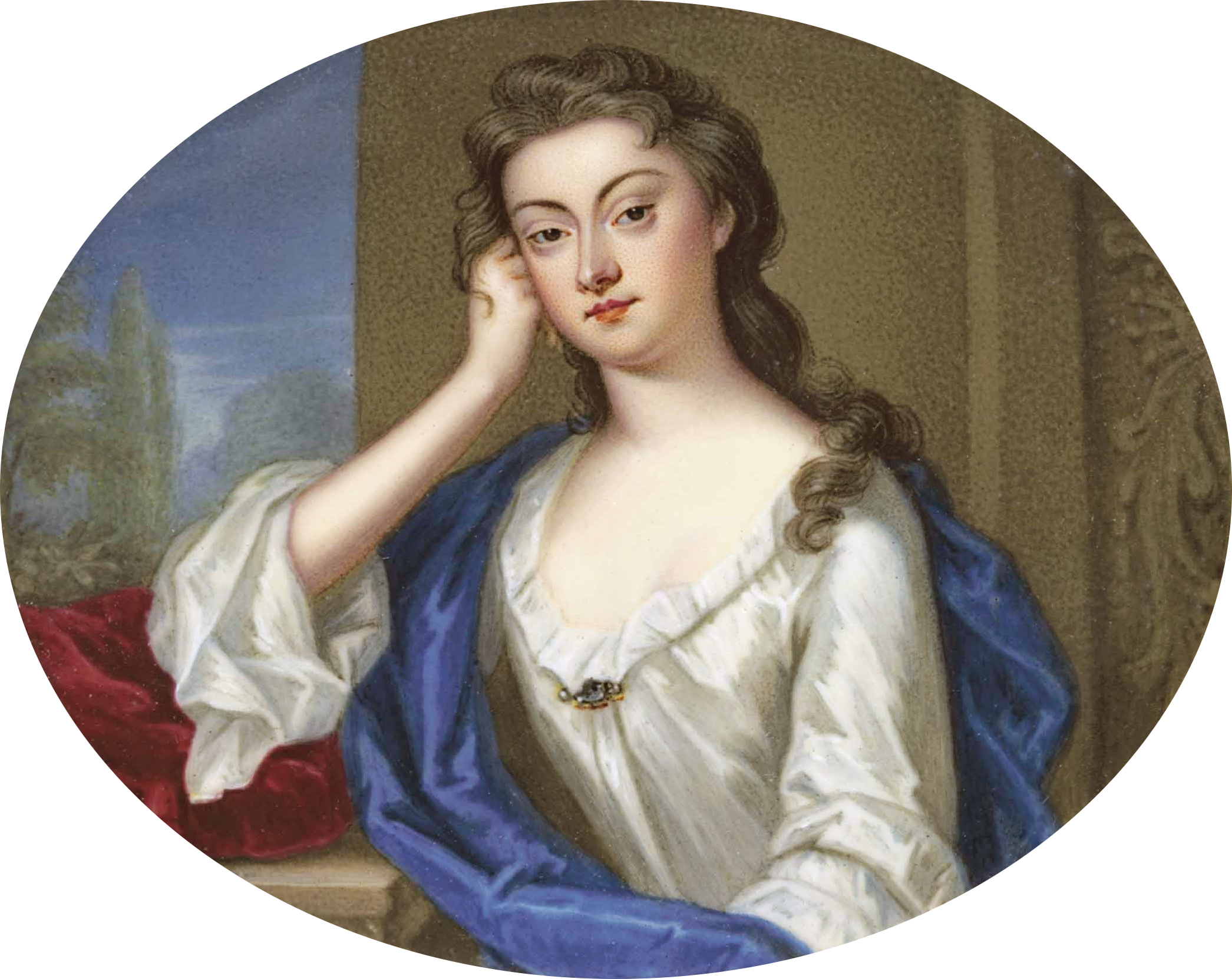
Elizabeth Butler (Christian Friedrich Zincke).

Il épouse Elizabeth Crew, comtesse d'Arran, fille de Thomas Crew, 2e baron Crew, et de sa deuxième épouse, Anne Airmine, fille de William Airmine, 2e baronnet, le 3 juin 1705 à Oatlands, à Weybridge dans le Surrey . Le mariage est sans enfant.

## Mort et succession
Il meurt dans son logement à Whitehall en décembre 1758 et est enterré en l’église Sainte-Marguerite de Westminster.
À sa mort, le comté d'Arran, la baronnie de Butler (de Weston) et le duché jacobite d'Arran (tel qu'il était) disparaissent, de même que le duché d'Ormonde. Le reste de ses titres irlandais de jure, y compris le comté d’Ormonde, est transmis à son parent, John Butler, mais ils ne sont plus portés.
Ses prétentions sur la baronnie de Butler (de Moore Park) et la seigneurie de Dingwall sont transmises à sa nièce, Lady Frances Elliot, fille aînée de Henry de Nassau d'Auverquerque et de la sœur d’Arran, Lady Henrietta Butler, et finalement sont passés aux comte Cowper (descendants de la plus jeune fille de Lord Grantham), en 1871 en faveur de Francis Cowper, comte Cowper.
Horace Walpole l'appelait « un vieil homme inoffensif, dernier de l'illustre maison d'Ormonde et très respecté des Jacobites ».